# 阿列克謝一世 (莫斯科及全俄羅斯牧首)
阿列克谢一世牧首（俄语： 1877年11月8日—1970年4月17日），俗名：谢尔盖·弗拉基米洛维奇·西曼斯基（俄语：Серге́й Владимирович Симанский）苏联宗教人物，1945年至1970年间任第13任莫斯科及全俄罗斯牧首，毕业于莫斯科帝国大学，获法律学位，后入莫斯科神学院，布尔什维克上台后曾多次被捕。曾任下诺夫哥罗德主教、列宁格勒都主教。二战苏德战争列宁格勒围城战期间，西曼斯基留在被围的列宁格勒为守城军民祈祷。1943年9月，与伊万·斯特拉哥罗德斯基（谢尔盖一世）和苏联领导人斯大林会面。1945年谢尔盖一世死后担任莫斯科及全俄罗斯牧首。任内支持合并乌克兰希腊礼天主教会，后代表苏联，参加世界和平理事会。
| 宗教頭銜          | 宗教頭銜                   | 宗教頭銜    |
| ----------------- | -------------------------- | ----------- |
| 前任： 谢尔盖一世 | 莫斯科大牧首 1945年–1970年 | 繼任： 皮缅 |